# 周思潔
周思潔（1960年8月13日—），為台灣女藝人、女歌手、演員。17歲出道，與日本唱片公司簽約赴日發片，以日文藝名キャンディ・レイ活動。當時因小臉及虎牙特徵，配上娃娃音，而有「東洋娃娃」的稱號。

## 演藝生涯
- 1970年於國中四年級遊藝會登台演唱。1977年參加台視新人獎比賽獲亞軍[4]，並與日本國王唱片公司簽約出道[5]。
- 1977年與日本KING唱片公司簽約，正式進入歌壇，並於同年發行日語EP《初戀的メルヘン》。[6]
- 1985年取得日本小原流與西洋花教授資格[7]。
- 2000年代因商業詐騙與火災事件轉型為作家與講師，開設「生命其實可以重來」課程，推廣金錢心理學與自我成長。[8]
- 2009年擔任第53屆亞太影展評審委員[9]。
- 疫情期間：開設線上課程、創建YouTube頻道[10]。
- 2019年發行專輯《傻傻的花》，由小蟲陳煥昌製作[11]。
- 2024年發行EP《人生就是學》，由金曲歌王蕭煌奇製作[12]。

## 代表作

### 音樂
| 年份            | 專輯名稱                         | 發行公司     | 曲目 |
| 1977年          | 《朦朧的燈》                     | 香港皇聲唱片 | |
| 1980年          | 《女嬌龍》台視八點檔連續劇主題曲 | 麗歌唱片     | |
| 1980年 - 1986年 | VOL.1《我愛鄉村》                | 大聯唱片     | 曲目 1. 我愛鄉村 2. 我愛老爺車 3. 故鄉的小河 4. 阿香阿香 5. 聽! 那海浪 6. 寓意 7. 來唱家鄉的歌 8. 美麗的童年 9. 大海就在前方 10. 情深 11. 自從我認識你 12. 農家的小女孩                                                |
| 1980年 - 1986年 | VOL.2《天涯訪知音》              | 大聯唱片     | 曲目 1. 花開在心頭 2. 在這裡 3. 那份偶然 4. 郵差先生 5. 想你 6. 你給我力量 7. 美麗的村莊 8. 你那好冷的小手 9. 天涯訪知音 10. 迎著風迎著雨 11. 歡樂在夕陽下 12. 黃玫瑰                                                  |
| 1980年 - 1986年 | VOL.3《尋夢園》                  | 大聯唱片     | 曲目 1. 尋夢園 2. 聽我絮語 3. 遠颺的夢舟 4. 窗外 5. 原野牧歌 6. 我想問你 7. 小小羊兒要回家 8. 往日的舊夢 9. 牽掛 10. 陽光的笑 11. 你來了 12. 好預兆（電影「小葫蘆」主題曲）                                            |
| 1980年 - 1986年 | VOL.4《又見溜溜的她》            | 大聯唱片     | 曲目 1. 又見溜溜的她 2. 雲知道你是誰 3. 嗨我來 4. 微風往事 5. 親愛的小妮 6. 愛情 7. 午後的雷雨 8. 小鄉歸人 9. 祈禱 10. 鄉村路上 11. 三月裡的小雨 12. 愛你在心口難開                                                    |
| 1980年 - 1986年 | VOL.5《蘆葦》                    | 大聯唱片     | 曲目 1. 追 2. 看聽想 3. 我依然戀你如昔 4. 默默相思 5. 說聲再會 6. 聽我說 7. 蘆葦 8. 那天 9. 鏡中的你 10. 哎呀留下來 11. 我心雙喜 12. 青春的激盪                                                                        |
| 1980年 - 1986年 | VOL.6《青梅竹馬》                | 大聯唱片     | 曲目 1. 活潑的女孩 2. 青梅竹馬 3. 窗口的與阿亮 4. 刑度的我和你 5. 摩登女生 6. 請你告訴我 7. 我的相思比你深 8. 牽引 9. 馬蘭之戀 10. 想要問你一句話 11. 兒時回憶 12. 童年                                                |
| 1980年 - 1986年 | VOL.7《與日本龍虎榜金曲》        | 大聯唱片     | 曲目 1. 夢在你懷中 2. 讓我奔放 3. 別後情 4. 年輕人 5. 夢難留 6. 為青春歌唱 7. 但是又何奈 8. 別哭吧 親愛的 9. 愛不是佔有 10. 夜空 11. 流水年華 12. 愛的禮物                                                             |
| 1980年 - 1986年 | VOL.9《相會》                    | 大聯唱片     | 曲目 1. 一把花雨傘 2. 你好嗎 3. 某一個早晨 4. 相會 5. 一葉扁舟 6. 此情永不留 7. 口琴的故事 8. 柔情千萬千 9. 忘不了 10. 往昔 11. 不得了啊不得了 12. 雨！為何下不停                                                      |
| 1980年 - 1986年 | VOL.10《又遇見你》               | 大聯唱片     | 曲目 1. 明白告訴我 2. 勁舞 3. 又遇見你 4. 天天天想 5. 難道就是你 6. 假如是你 7. 飄 8. 圓圓圓月 9. 尋找 10. 等一個人 11. 銀河鐵路 12. 相思好比小螞蟻                                                                    |
| 1980年 - 1986年 | VOL.11《絃歌寄意》               | 大聯唱片     | 曲目 1. 打漁忙 2. 我不知我愛你 3. 我沒有人愛 4. 等情郎 5. 相見不如懷念 6. 心戀 7. 郵差先生 8. 玫瑰玫瑰我愛你 9. 夜來香 10. 搭錯線 11. 相思河畔 12. 家家有本難念的經                                                    |
| 1980年 - 1986年 | VOL.14《畫一個你》               | 大聯唱片     | |
| 1980年 - 1986年 | VOL.15《迷戀》                   | 大聯唱片     | 曲目 1. 迷戀 2. 你心中可有我 3. 還鄉 4. 心裡的火花 5. 願你對我更專一 6. 花月佳期 7. 夢中的你 8. 花的絮語 9. 愛苗 10. 誰是知音人 11. 一個蓮蓬 12. 雪里紅                                                                |
| 1980年 - 1986年 | 《夢難留》                       | 大聯唱片     | |
| 1980年 - 1986年 | 《想你》                         | 大聯唱片     | |
| 1980年 - 1986年 | 《夢在你懷中》                   | 大聯唱片     | |
| 1980年 - 1986年 | 《青梅竹馬》（第二版）           | 大聯唱片     | |
| 1980年 - 1986年 | 《大聯歡》系列                   | 大聯唱片     | |
| 1983年9月       | 《另外一種愛》                   | 東尼唱片     | 曲目 1. 另外一種愛 2. 昨天再見 3. 當我們在一起 4. 寂寞的星 5. 不再溫馨 6. 萬縷思念 7. 揮不去 8. 情人的約會 9. 愛的月夜 10. 風雨中的你                                                                                  |
| 1995年          | 《等你入夢》（台語）             | 藍天唱片     | 曲目 1. 等你入夢 （中視八點檔連續劇「今夜作夢也會笑」片尾曲） 2. 風寒心也寒 3. 等你等到無春天 4. 風甲月甲我 5. 錯緣 6. 愛情剩一半 7. 傷情 8. 秋風悲情 9. 不該愛著你 10. 秋風 · 落葉 11. 潮騷 12. 等你入夢 <電視原聲版> |
| 2019年10月7日   | 《傻傻的花》                     | 華納音樂     | 曲目 1. 高貴氣 2. 西施特 3. 真愛傳說 4. 傻傻的花 5. 花色洋裝 6. 樂在其中 7. 真愛傳說【Classic version】 8. 花色洋裝【Band version】                                                                                    |
| 2024年12月28日  | EP《人生就是學》                 |              | 曲目 1. 人生就是學 2. 侃侃而談(feat. 蕭煌奇) 3. 不晚 4. 一個人單身 |

### 合唱單曲
| 發行日期       | 歌手   | 專輯名稱                | 語言 | 歌曲名稱   |
| 1990年12月     | 羅時豐 | 《羅時豐與10個女人》I   | 台語 | 針線情     |
| 1991年05月     | 陳一郎 | 《陳一郎與12名女人》(3) | 台語 | 愛人跟人走 |
| 2024年12月28日 | 蕭煌奇 | 《人生就是學》          | 國語 | 侃侃而談   |

### 日文EP[13]
| 發行日期       | EP名稱                           | 曲目                                                       |
| 1978年04月21日 | 《初恋のメルヘン》               | 曲目 1. 初恋のメルヘン 2. ただいま思春期                   |
| 1978年08月21日 | 《恋＝？（こいはハテナマーク）》 | 曲目 1. 恋＝？（こいはハテナマーク） 2. 海辺のラブ・ソング |

### 日文專輯[14]
| 年份       | 專輯名稱         | 曲目 |
| 1978年10月 | 《そよ風の妖精》 | 曲目 1. 恋=? 2. 初恋のメルヘン 3. 初恋の風車 4. 潮風のメロディー 5. 涙のさざなみ 6. ラヴは横文字 7. ユラユラ恋人募集中! 8. 海辺のラヴ・ソング 9. ただいま思春期 10. 川のほとりで 11. 恋の折鶴 12. ラヴ・アタック |

### 演唱會
| 時間          | 名稱                               | 地點         |
| 2021年3月7日  | 周思潔「傻傻的花」有夢就去追音樂會 | 台北Legacy   |
| 2025年9月20日 | 周思潔「不晚」演唱會               | 台北國際TICC |

### 戲劇
| 年份   | 作品名稱       | 語言     |
| 1986年 | 內山姑娘要出嫁 | 台語     |
| 1988年 | 悲歡歲月       | 國語     |
| 1989年 | 郵差總是按對鈴 | 國語     |
| 1990年 | 觀世音前傳     | 台語     |
| 1994年 | 她是我媽媽     | 台語     |
| 1994年 | 台灣水滸傳     | 國語台語 |
| 1995年 | 今夜做夢也會笑 | 國語台語 |
| 1996年 | 大家有緣       | 國語台語 |

### 電影作品
| 年份   | 作品名稱   | 導演   | 演出人員                                                    | 備註            |
| 1981年 | 街頭小霸王 | 張智超 | 劉尚謙 / 藍毓莉/ 周思潔 / 馬沙 / 李小飛 / 高鳴 / 梅芳/ 易原 | IMDb: tt3329592 |

### 廣告
- 日本三線高校制服
- 7-11巧克力系列
- 養樂多
- 花王蜜妮洗面乳

## 出版作品

### 繁體書
| 發行日期      | 書名                                         | 出版社   | ISBN               |
| 2002年10月    | 生命其實可以重來                             | 焦點天地 | ISBN 9868011728    |
| 2005年7月25日 | 一年還1000萬的金錢密碼                       | 方智     | ISBN 9789576799730 |
| 2006年6月30日 | 理債女王的金錢智慧                           | 方智     | ISBN 9789861750194 |
| 2008年3月25日 | 我靠波折來栽培                               | 方智     | ISBN 9789861751054 |
| 2009年8月25日 | 養成有錢人的體質──36個金錢練習讓你財富大變身 | 方智     | ISBN 9789861751665 |
| 2019年9月24日 | 傻傻的花                                     | 時報出版 | ISBN 9789571378589 |

### 簡體
| 發行日期     | 書名                                     | 出版社                 | ISBN               |
| 2010年1月1日 | 一年還1000萬的金錢密碼:還債就是這麼簡單! | 北京航空航天大學出版社 | ISBN 9787811247596 |
| 2010年1月1日 | 我靠挫折來栽培 活出生命的喜悅與自在      | 北京航空航天大學出版社 | ISBN 9789576799730 |
| 2011年1月1日 | 理財先理心：讓你富有一生的金錢智慧       | 灕江出版社             | ISBN 9787540749170 |
| 2011年5月1日 | 幸福，光臨當下:29堂女性心靈成長課        | 灕江出版社             | ISBN 9787540751579 |

### 有聲出版
| 發行年份 | 書名                      | 發行公司               |
| 2012年   | 發現的智慧-傲慢與偏見     | 萊格悠國際文化有限公司 |
|          | 金磚4A-走出自己的星光大道 | 萊格悠國際文化有限公司 |

## 外部連結
- Facebook粉絲專頁
- Instagram
- YouTube頻道